# 库车之战
库车之战，清高宗乾隆二十三年（1758年）六月至八月，在平定回部之战中，清朝靖逆将军雅尔哈善领兵围攻库车城的作战。
大和卓博洛尼都、小和卓霍集占起兵反清后，分别据守喀什噶尔（今新疆喀什）和叶尔羌、阿克苏等城。因库车首领鄂对归附清军，和卓军便攻占了库车。霍集占入城后，便杀戮鄂对在城中的亲属。鄂对之妻依热木年少，霍集占欲纳为妾。依热木不从，被囚于高楼，日加凌辱，其二子一女被叛军从城墙上抛下而死。乾隆二十三年（1758年）正月，靖逆将军雅尔哈善奉命前往回疆平乱，决定首先进攻和卓军守备较弱的库车，雅尔哈善带领满、汉清军万余人，以鄂对等人为向导，从吐鲁番向库车进发。五月，抵达库车城外，当时库车由小和卓霍集占所任命的伯克阿卜都克勒木（Abdul Karim）防守，有回兵1000人左右。清军前哨副都统顺德讷晓谕库车守军投降，阿卜都克勒木假装派人索取招降文书。雅尔哈善派散秩大臣托克托、署理守备马英华、笔帖式官住3人持招降文书，至城下等待守军接取。忽然从城内杀出骑兵20余人，将托克托等3人虏入城中，于是雅尔哈善下令攻城。库车城墙虽为黄土建造，但非常坚固。清军携带的威远炮火力不足，难以对城墙造成有效破坏。另有四门“大神炮”，尚为明朝所造，曾在喀喇沙尔试放，此次攻城时炮管竟然断裂。激战两日，清军未获优势，闫相师、常保住等被流石所伤。额敏和卓因招降不成，索性亲自上阵，也被鸟枪所伤。雅尔哈善见无法以优势兵力迅速攻下库车，便决定采取围困的战术，断绝城中水源和饷道。守军多次出战，都被清军打退。五月十八日，雅尔哈善为诱敌出战，令哈密回人300名改换衣帽，由阿克苏方向的大路前来，伪装成霍集占派来的援军，令绿营兵佯装作满洲兵与其交战；又令满洲、索伦兵埋伏于库车道路要隘，等待伏击城内守军，却被守军识破。六月初，阿卜都克勒木之弟阿卜都哈里克（ʿAbd ul-Khālig）由赛里木率军来援，在库车以东的托木罗克被顺德讷、爱隆阿、头等侍卫达克塔纳等击退，被歼灭3000余人。霍集占则率领8000骑兵，从乌什前来援救。这支骑兵装备了“巴拉”鸟枪，战斗力较强。霍集占在鄂根河遇到败退的阿卜都哈里克，得知库车城尚未攻破，遂于六月十五日夜急行，次日天明进抵库车。雅尔哈善探得援兵已近，分兵把守隘路。六月十六日，两军在库车城外的鄂根河交战，霍集占军被歼灭1600余人。激战中，霍集占率数千援兵进入库车。雅尔哈善接受提督马得胜的建议，派绿营兵从城下挖地道进城。和卓军发现城下灯光，于是放火焚烧地道，地穴中600清军全部被害。鄂对建议：在城西、城北两处各设伏兵1000，以防霍集占逃走。雅尔哈善没有采纳。六月廿四日夜，霍集占率400亲军，从城西逃走。雅尔哈善加紧围城。八月，阿卜都克勒木乘夜逃走，留在城里的老弱3000余人举城降。鄂对入城后，手刃霍集占党羽三十余人。此战，清军虽攻占库车，但丧失了擒获霍集占的良机，致使战乱进步扩大，雅尔哈善被乾隆皇帝革职，押解至京师斩首，另以工部尚书纳穆札尔代雅尔哈善为靖逆将军，户部侍郎三泰为参赞大臣，受兆惠节制。